# Подостровье
Подостровье — деревня в Волотовском районе Новгородской области России. Входит в состав Горского сельского поселения

## География
Деревня расположена в Приильменской низменности, находится на высоте 67 м над уровнем моря. Находится между деревнями Городцы и Раглицы, до 1986 года деревня была окружена реками и находилась на острове, по данным на 2018 год реки высохли.

## История
Во время войны деревня была оккупирована фашистами, а все мужское население призвано на фронт.
Все призванные на фронт, вернулись после войны.
До апреля 2010 года входило в Городецкое сельское поселение. После его упразднения 12 апреля 2010 года населённые пункты поселения, в том числе Подостровье, были включены в Ратицкое сельское поселение.

## Население
| 2010 | 2011 | 2012 | 2013 | 2014 | 2015 | 2016 |
| ---- | ---- | ---- | ---- | ---- | ---- | ---- |
| 12   | →12  | ↘11  | ↗13  | →13  | →13  | ↘12  |

жители деревни являлись старообрядцами поморского согласия.
В деревне проживал Герой Великой Отечественной войны Федоров Савостян Савостянович (1908-1987(8)). Медаль "За боевые заслуги", медаль "За оборону Советского Заполярья".

## Инфраструктура
На территории деревни обрабатываются поля компанией Новгородский Бекон

## Транспорт
Остановка общественного транспорта «Подостровье» на автодороге 49 ОП МЗ 49К-2141 Шимск — Волот.
Ближайшая железнодорожная станция в Волоте на линии Октябрьской железной дороги на линии Бологое-Московское — Валдай — Старая Русса — Дно-1.